# أبرشية الرومان الكاثوليك في فورموزا، البرازيل
أبرشية فورموزا الرومانية الكاثوليكية (باللاتينية: Dioecesis Formosensis)‏ هي أبرشية الاقتراع اللاتينية في مقاطعة برازيليا الكنسية في وسط البرازيل.
ترى الكاتدرائية الأسقفية هي كاتدرائية سيدة الحبل بلا دنس، المكرسة لسيدة الحبل بلا دنس ، في مدينة فورموزا ، في ولاية غوياس ، وسط البرازيل.
ترى الكاتدرائية الأسقفية هي Catedral Nossa Senhora da Imaculada Conceição، المكرسة لسيدة الحبل بلا دنس، في مدينة فورموزا، في ولاية غوياس، وسط البرازيل.

## التاريخ
- تم تأسيسه في 26 مارس 1956 كإصدار سابق لرابطات فورموزا الإقليمية ، على أراضٍ مفصولة عن أبرشية غوياس آنذاك (في نفس الوقت تم تخفيض رتبتها إلى أحد الأثرياء نفسه) ومن الأجيال الإقليمية المكبوتة لساو خوسيه دي ألتو توكانتينز
- رقي في 16 أكتوبر 1979 كأبرشية فورموزا .

## الإحصاء
وفقًا لعام 2014 ، يخدم الرعوية 256,900 كاثوليك (73.5٪ من إجمالي 349,500) على 47,604 كيلومتر مربع في 27 أبرشية و 240 مهمة مع 37 قسًا (أبرشية) ، 52 دينيًا (4 أشقاء، 48 شقيقة) و 14 أكاديميًا.

## أورديناريز
(جميع الطقوس الرومانية )
أسقف أساقفة فورموزا
- فيكتور جواو هيرمان خوسيه تيلبيك، آباء بيكبوس. CC. (4 فبراير 1961 - 16 أكتوبر 1979 ، انظر أدناه ) ، أسقف تيباسا في نميديا (1961.02.04 - 1978.05.26) ، من مواليد 1919.08.16 في هولندا

أساقفة الصفراء من فورموزا
- فيكتور جواو هيرمان خوسيه تيلبيك، س. CC. ( انظر أعلاه 16 أكتوبر 1979 - وفاة 24 ديسمبر 1997)
- جواو كازيميرو ويلك، الفرنسيسكان كونفينتويل (OFM Conv. (28 يناير 1998 - 9 يونيو 2006) ، نقل أسقف أنابوليس (البرازيل) (2004.06.09 - ...) ، من مواليد بولندا 1951.09.18
- باولو روبيرتو بيلوتو (16 نوفمبر 2005 - 2013.10.23) ، أول مسئول برازيلي ؛ نقل أسقف فرانكا (البرازيل) (2013.10.23 -. . . )
- خوسيه رونالدو ريبيرو (2014.09.24 - ...) ، وأسقف سابقًا لجانايبا (البرازيل) (2007.06.06 - 2014.09.24)